# Los insólitos peces gato
Los insólitos peces gato és una pel·lícula de drama de 2013 dirigida per Claudia Sainte-Luce i protagonitzada per Lisa Owen i Ximena Ayala.
La pel·lícula es va estrenar el 10 d'agost de 2013 al Festival Internacional de Cinema de Locarno, on va guanyar dos premis del Jurat Junior i va ser nominada al Lleopard d'Or. Es va estrenar als EUA el 10 de setembre de 2013 al Festival Internacional de Cinema de Toronto de 2013 i va ser nominat guanyador del FIPRESCI Discovery Prize.

## Trama
Claudia (Ximena Ayala), és una jove tímida que treballa en un supermercat, i porta una vida monòtona, solitària i trista, a més de que, com més tard es revela en la trama, no té família. Viu en una accessòria fosca en algun lloc de Guadalajara. Un dia, un intens mal de panxa causa que sigui hospitalitzada; al llit del costat es troba Martha (Lisa Owen), una dona que es troba envoltada pels seus 4 fills, Alejandra, Wendy, Mariana i Armando.
Claudia és diagnosticada amb apendicitis. Durant el període preoperatori, Martha tracta d'entaular una amistat amb Claudia, qui es resisteix al principi, encara que a poc a poc sembla prendre-li confiança a la seva veïna de llit. Després de la cirurgia, Claudia està per tornar a la seva vella vida, però Martha, qui va sortir de l'hospital aquest mateix dia, convida a menjar Claudia a la seva casa, i aquesta última accepta encara que no sense un cert recel, sentiment recíproc per part de la família de Martha.
Encara que no és la seva intenció, Claudia es queda a dormir aquesta nit a casa de Martha; al següent dia, per un moment sembla tornar a la seva vella vida, però comença a acostar-se a poc a poc a Martha i als seus fills, més després que a aquesta l'hospitalitzen de nou, i és quan Claudia s'assabenta que Martha té VIH.
L'amistat entre Martha i Claudia floreix, i a poc a poc és més acceptada pels fills de la primera, i es va integrant a la família: ajuda a Wendy amb un aparent problema d'addiccions, li regala un peix daurat a Armando i col·labora en les labors de la casa.
La salut de Martha es va deteriorant cada vegada més, i en una de les seves hospitalitzacions decideix que la família mereix unes vacances. Tots viatgen a la platja en un atrotinat Volkswagen groc, inclòs el peix daurat d'Armando; en la seva estada a la platja, passen per diverses situacions, però el que més predomina és la convivència i l'alegria, i sembla que Martha té una certa millora.
Una nit, mentre tots dormen, Martha entra en una crisi convulsa, amb vòmit intens i malestar; al mateix temps, segons revela la càmera, Timothy, el peix daurat d'Armando, es troba mort, surant en la peixera. La família s'afanya a arribar a l'hospital més pròxim, on tots, excepte Claudia, entren a la sala d'emergències. Claudia pren la peixera als seus braços i s'allunya caminant en la nit.
Temps després, Claudia es reuneix amb els fills de Martha; en una Veu en off, Martha, a manera de testament en un enregistrament, demana que la seva família regui les seves cendres per tota la ciutat, la qual cosa fan. En el mateix enregistrament, Martha els deixa consells i afectes a tots, inclosa Claudia, a qui li demana que mai s'allunyi de la família, i dona a entendre que la considera com una de les seves filles.

## Repartiment
- Lisa Owen com Martha.
- Ximena Ayala com Claudia.
- Sonia Franco com Alejandra.
- Wendy Guillén com Wendy.
- Andrea Baeza com Mariana.
- Alejandro Ramírez Muñoz com Armando.

## Comentaris
Rotten Tomatoes dona a la pel·lícula una valoració del 100% basada en les ressenyes de vuit crítics. Metacritic dona a la pel·lícula una puntuació mitjana ponderada de 69 de 100, basat en les ressenyes de 5 crítics.
Aquest film ocupa el lloc 13 dins de la llista de les 100 millors pel·lícules mexicanes de la història, segons l'opinió de 27 crítics i especialistes del cinema a Mèxic, publicada pel portal Sector Cine al juny de 2020.